# Adolphe Claeys
Adolphe Claeys (Oostkamp, 19 juni 1849 - Brugge, 19 mei 1902) was burgemeester van Torhout en advocaat.

## Levensloop
Claeys was de zoon van de Oostkampse notaris Henri Claeys en van Marie-Cecile Faict, zus van bisschop Johan Joseph Faict. Hij behaalde zijn diploma van doctor in de rechten in 1871 en was van 1873 tot 1875 ingeschreven aan de balie van Brugge.
Hij werd notaris in Torhout (1875-1891), in opvolging van de notarissen Jean en Gustave Kesteloot. Hij verliet Torhout om notaris eerste klas te worden in Brugge en werd opgevolgd door zijn neef André Verté (1852-1925). Verté werd eveneens in Brugge benoemd (1905-1909).
In Brugge bleef Claeys notaris tot aan zijn dood en werd opgevolgd door Gustave Standaert. Hij was getrouwd met Marie Verté (1856-1931). Hun zoon Adolphe Claeys (1878-1950) speelde een niet-onbelangrijke rol in Brugge, als schepen en als voorzitter van het havenbestuur.

## Politiek
- Van 1878 tot 1894 was Claeys katholiek provincieraadslid voor het kanton Torhout. In 1898 werd hij opnieuw provincieraadslid, ditmaal voor het kanton Brugge. Hij stond bekend als een zeer actief raadslid.

- Katholiek gemeenteraadslid geworden in Torhout, was hij er van 1885 tot 1891 burgemeester. Zijn verhuis naar Brugge stelde een einde aan dit mandaat.

- In 1898 werd hij verkozen tot gemeenteraadslid van Brugge. Hij was ook bestuurslid van het stedelijk muziekconservatorium.